# Apfaltrerjev stolp
Apfaltrerjev stolp (nemško Apfaltrer Turn) je bivši stolpasti dvorec, ki se je nahajal nad današnjim gradom Tivoli v ljubljanskem Parku Tivoli. 
Zgradba, ki se je nahajala izven mestnega obzidja, je dobila ime po njegovem zadnjemu lastniku Juriju Apfaltrerju, ki je bil mestni glavar in poveljnik obrambe Ljubljane.

## Zgodovina
Stolp se prvič omenja leta 1267, ko je v vrtu nad stolpom vojvoda Ulrik III. Spanheimski podpisal listino: in viridario nostro supra turrim apud Laibacum.
Leta 1442, med neuspešnim celjskim obleganjem Ljubljane v sklopu celjsko-habsburške vojne, so Celjani porušili zgradbo. Po več kot enomesečnemu obleganju so Celjani opustili obleganje, porušili stolp, opustošili okolico mesta ter se odpravili nad Novo mesto. V kroniki celjskih grofov je tako zapisano: Item es kam ein ritter gennadt Jörg Apfaltrer gen Laibach in die stadt, als man sich dafür schlug; der was hauptmann darin. Der hett einen thurn vor der stadt Laibach gelegen; der ward angewunnen und gantz ausgebrandt und etwo viel angebrochen...
Pozneje je Apfaltrer zgradil novo zgradbo, katero je poimenoval Unter dem Thurn oz. Unterthurn (Pod turnom oz. Podturn).